# Gare de Grivillers
La gare de Grivillers est une gare ferroviaire fermée de la ligne de Saint-Just-en-Chaussée à Douai, située sur le territoire de la commune de Grivillers, dans le département de Somme, en région Hauts-de-France.

## Situation ferroviaire
Établie à 99 mètres d'altitude, la gare de gare de Grivillers est située au point kilométrique (PK) 110,982 de la ligne de Saint-Just-en-Chaussée à Douai, entre les gares de Laboissière - Fescamps et de Dancourt.

## Histoire
La ligne et les autres gares sont fermées, les voies sont déposées.